# Kia Mohave

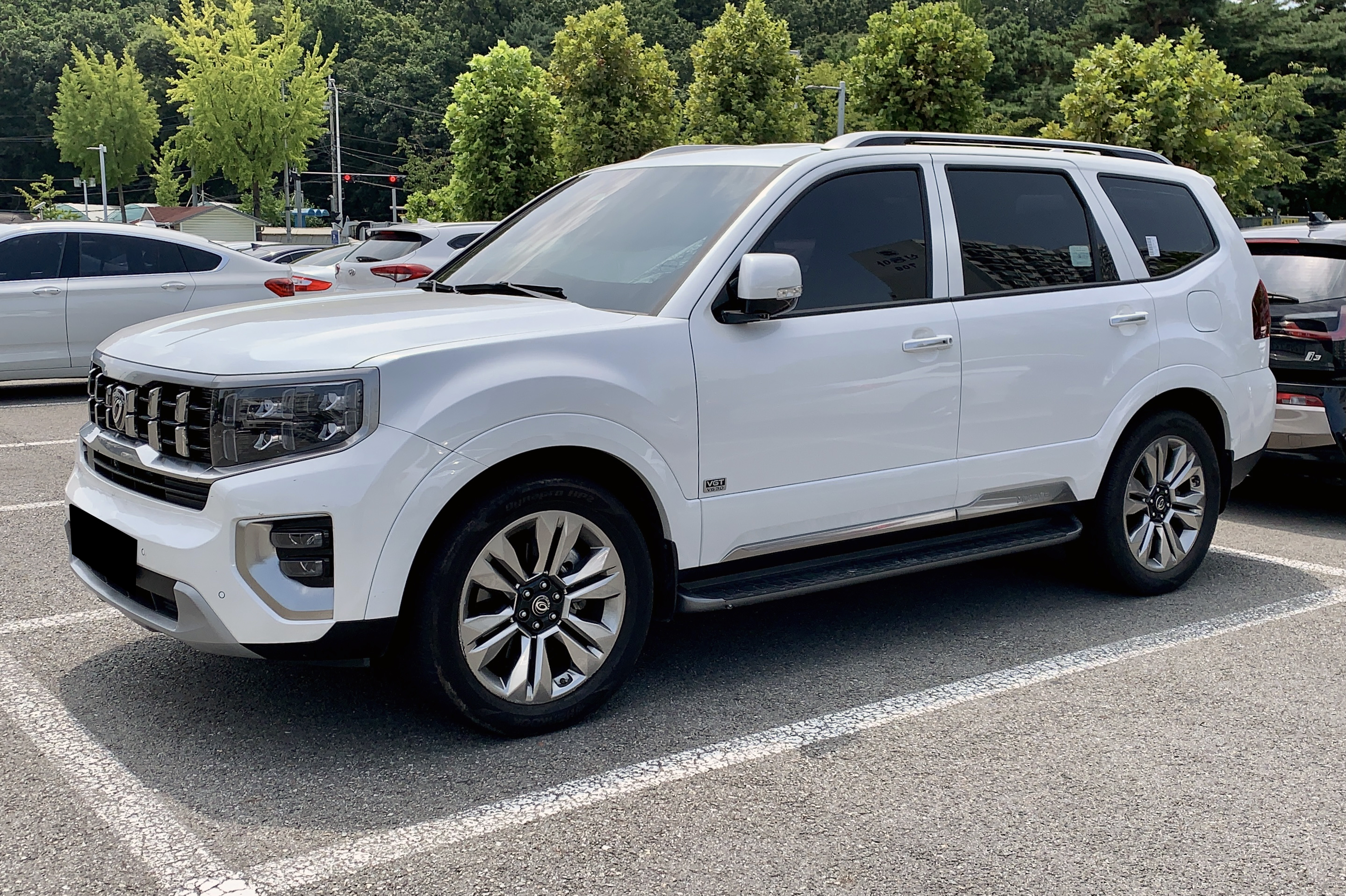
Kia Mohave/Borrego.

La Kia Mohave es una camioneta todoterreno de lujo producida por el fabricante surcoreano Kia Motors. El diseño fue realizado por Peter Schreyer. Originalmente fue presentada como  Kia Mesa en 1993 en el North American International Auto Show pero en Corea la llamaron Mohave. En el North American International Auto Show de 2000 fue presentada como Kia Mohave en los Estados Unidos.
Tiene de serie tres filas de asientos con lugar para ocho pasajeros. En Estados Unidos se comercializa como Kia Borrego.  
El motor es transversal delantero V6 de 3.0 litros (252 hp). La tracción es integral y cuenta con caja reductora. Transmisión automática secuencial de 5 velocidades. Frenos de disco en las 4 ruedas, con sistema antibloqueo ABS y EBD. 
Otros sistemas son el control de estabilidad, control de crucero y sistema de arranque en pendiente. El equipamiento incluye butaca eléctrica, airbags frontales, laterales y de cortina, climatizador bizona, sunroof y arranque sin llave. 
Sus dimensiones son(m): Largo 5 x ancho 2 x alto 2.